# Blín
Blín (Hyoscyamus) je malý rod kvetoucích rostlin z čeledi lilkovitých (Solanaceae). Je známo 11 druhů, všechny jsou jedovaté. Spolu s dalšími rostlinami z čeledi obsahují alkaloid hyoscyamin, jehož vlastnosti jsou využívány v lékařství.

## Druhy
| Obrázek | Jméno      | Vědecké jméno                                 | Rozšíření                                   |
| ------- | ---------- | --------------------------------------------- | ------------------------------------------- |
|         | blín bílý  | Hyoscyamus albus L.                           | Středomoří                                  |
|         | blín zlatý | Hyoscyamus aureus L.                          | východní Středomoří                         |
|         | blín český | Hyoscyamus bohemicus F. W. Schmidt            |                                             |
|         |            | Hyoscyamus boveanus (Dunal) Asch. & Schweinf. |                                             |
|         |            | Hyoscyamus coelesyriacus Bornm.               |                                             |
|         |            | Hyoscyamus desertorum (Asch. & Boiss.) Täckh. |                                             |
|         |            | Hyoscyamus leptocalyx Stapf                   |                                             |
|         |            | Hyoscyamus muticus L.                         | severní Afrika, Arábie, východní Středomoří |
|         | blín černý | Hyoscyamus niger L.                           | Evropa, severozápadní Afrika, západní Asie  |
|         |            | Hyoscyamus pusillus L.                        | východní Asie                               |
|         |            | Hyoscyamus reticulatus L.                     | od Blízkého východu až do Indie             |